# Baron Samedi
Baron Samedi (Frans voor Baron Zaterdag) is een mannelijke godheid (Loa) uit de Caraïbische voodoo. Hij is de Loa van de dood en wordt vooral gediend in de Haïtiaanse variant: de vodou. Van 30 oktober tot 3 november worden ter ere van hem feesten gehouden. Volgens sommige volgelingen is hij getrouwd met de vrouwelijke Loa Madame Brigitte. Hij is het hoofd van de Guédé, een groep Loa's die zijn helpers zijn en de geesten van de overledenen naar het hiernamaals begeleiden. Hij leeft op slechte voet met de andere Loa's.
Baron Samedi neemt voor ieder mens de beslissing over leven en dood. Hij bepaalt wanneer iemand geboren wordt en wanneer iemand weer sterft. Om deze reden wordt hij vaak gediend in hoodoorituelen. Hierin wordt hem gevraagd om een zieke (of zelfs iemand op wie een vloek rust) te laten overleven of om juist een vijand te laten sterven. Hierbij worden dan offers gegeven.
Baron Samedi wordt op twee manieren afgebeeld. Ofwel als een man in klassieke avondkledij met slippers en bril waarvan een glas gebroken is, ofwel als een grafkruis waar deze kleren omheen gehangen zijn. Als hij tijdens een ritueel wordt aangeroepen, zijn de deelnemers meestal in de kleuren zwart, wit of paars gekleed.